# خيران (السبرة)

تعديل مصدري - تعديل

خيران هي إحدى قرى عزلة زبيد بمديرية السبرة التابعة لمحافظة إب، بلغ تعداد سكانها 169 نسمة حسب تعداد اليمن لعام 2004.